# Let’s Stay Together
Az 1972-es Let’s Stay Together Al Green nagylemeze. Azonnali siker volt, a poplistán a 8. helyig jutott, míg a soul albumlistát 10 hétig vezette. Leginkább a címadó dalról ismert, mely egyben Green legjellegzetesebb dala, és az egyetlen number one popslágere. Az album szerepel az 1001 lemez, amit hallanod kell, mielőtt meghalsz című könyvben.
2003-ban jelent meg új kiadása a The Right Stuff Records gondozásában.

## Az album dalai
| 1. | Let’s Stay Together   | Al Green, Al Jackson, Jr., Willie Mitchell | 3:18 |
| 2. | La-La for You         | Green, Mitchell                            | 3:31 |
| 3. | So You're Leaving     | Green                                      | 2:57 |
| 4. | What Is This Feeling? | Green                                      | 3:42 |
| 5. | Old Time Lovin'       | Green                                      | 3:19 |

| 1. | I've Never Found a Girl (Who Loves Me Like You Do) | Eddie Floyd, Al Bell, Booker T. Jones | 3:41 |
| 2. | How Can You Mend a Broken Heart?                   | Barry és Robin Gibb                   | 6:22 |
| 3. | Judy                                               | Green                                 | 3:47 |
| 4. | It Ain't No Fun to Me                              | Green                                 | 3:23 |

| 1. | Eli's Game   | Green         | 4:55 |
| 2. | Listen To me | tradicionális | 2:30 |

## Közreműködők

### Ritmusszekció
- Howard Grimes – dob
- Al Jackson, Jr. – dob
- Leroy Hodges – basszusgitár
- Charles Hodges – orgona, zongora
- Teenie Hodges – gitár

### Fúvósok
- Wayne Jackson – trombita
- Andrew Love – kürt, tenorszaxofon
- Ed Logan – kürt, tenorszaxofon
- James Mitchell – basszusgitár, baritonszaxofon, hangszerelés
- Jack Hale – harsona

### Ének
- Al Green – ének
- Charles Chalmers, Donna Rhodes, Sandra Rhodes – háttérvokál, hangszerelés

### Produkció
- Willie Mitchell – producer, hangmérnök
- Peter Rynston – keverés
- Jools DeVere – borító

## Fordítás
Ez a szócikk részben vagy egészben a Let's Stay Together (album) című angol Wikipédia-szócikk ezen változatának fordításán alapul.  Az eredeti cikk szerkesztőit annak laptörténete sorolja fel. Ez a jelzés csupán a megfogalmazás eredetét és a szerzői jogokat jelzi, nem szolgál a cikkben szereplő információk forrásmegjelöléseként.